# Ferro-citocromo-c reduttasi
La ferro-citocromo-c reduttasi è un enzima appartenente alla classe delle ossidoreduttasi, che catalizza la seguente reazione:
ferrocitocromo c + Fe3+ ⇄ ferricitocromo c + Fe2+
L'enzima è una ferro-proteina.